# Wink Hot Singles
Albums de Wink
Velvet
(1990) Crescent
(1990)
Wink Hot Singles est le premier album compilation du duo japonais Wink.

## Présentation
L'album sort le 1er novembre 1990 au Japon sous le label Polystar, en deux versions. L'une dite "première édition" est vendue dans un boiter cartonné et contient en supplément dans une enveloppe un deuxième disque, le single spécial Omoide wo Aishiteta avec un titre inédit et sa version instrumentale ; cette version atteint la 5e place de l'Oricon et reste classée pendant 8 semaines. L'autre version normale dite "édition régulière" atteint la 51e place et reste classée pendant 7 semaines.
L'album contient dans l'ordre chronologique les huit titres sortis jusqu'alors en singles par le groupe, dont Amaryllis inédit en album original, incluant des reprises adaptées en japonais de chansons occidentales : Sugar Baby Love des Rubettes, Turn It Into Love (Ai ga Tomaranai) de Kylie Minogue, Boys Don't Cry (Namida wo Misenaide) de Moulin Rouge, Sexy Music de The Nolans, et Where Were You Last Night (Yoru ni Hagurete) de Ankie Bagger. Il contient aussi un "Mix Non Stop" composé d'extraits de cinq de ces titres mixés ensemble.

## Liste des titres

### Album
1. Sugar Baby Love
2. Amaryllis (アマリリス?)
3. Ai ga Tomaranai ~Turn It Into Love~ (愛が止まらない...?)
4. Namida wo Misenaide ~Boys Don't Cry~ (涙をみせないで...?)
5. Samishii Nettaigyo (淋しい熱帯魚?)
6. One Night in Heaven ~Mayonaka no Angel~ (... 真夜中のエンジェル?)
7. Sexy Music
8. Yoru ni Hagurete ~Where Were You Last Night~ (夜にはぐれて...?)
9. Non Stop Mix (Samishii Nettaigyo / Ai ga Tomaranai... / Sugar Baby Love / Yoru ni Hagurete... / Namida wo Misenaide...)

### Single spécial de la première édition
1. Omoide wo Aishiteta (思い出を愛してた?)
2. Omoide wo Aishiteta (Original Karaoke) (思い出を愛してた (オリジナル・カラオケ)?)